# Tiefenbronn
Tiefenbronn es una localidad alemana del estado federado de Baden-Wurtemberg de 5.475 habitantes, en el distrito de Enz.

## Enlaces externos

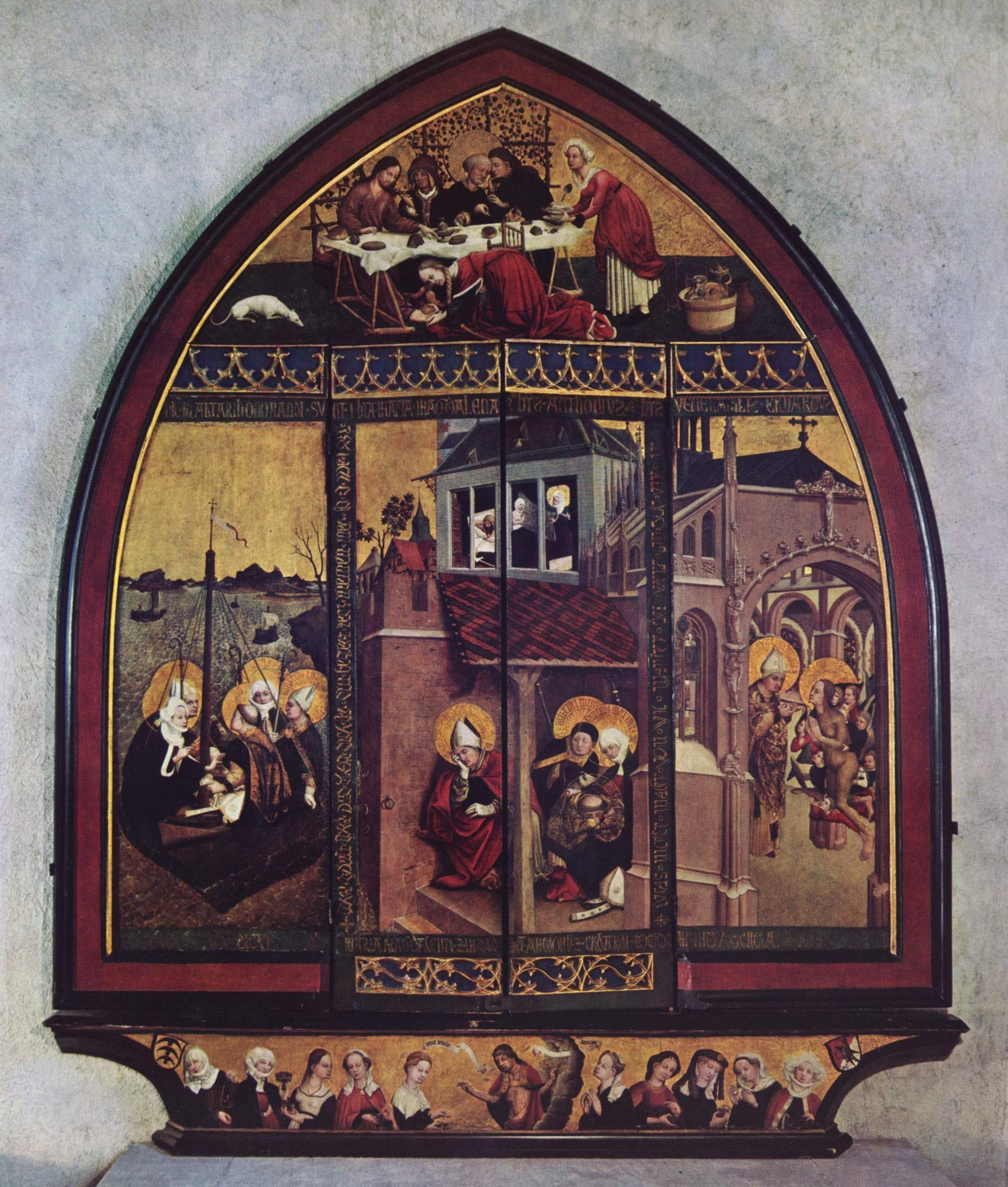
Retablo de María Magdalena, obra de Lucas Moser, 1431, que se conserva en la iglesia de Santa María Magdalena de Tiefenbronn.